# Buchrain (Ohlstadt)
Der Buchrain bildet das westliche Ende eines Gebirgszuges, das sich von selbigem über Rauheck bis zum Heimgarten im Osten zieht,  im Landkreis Garmisch-Partenkirchen. Der Buchrain selbst erhebt sich nördlich des Wank über der Wankhütte. Er ist von Ohlstadt aus erreichbar.

## Karten
- Kompass Blatt 7, Murnau / Kochel / Staffelsee, 1:50.000. Oder UK L 30 vom Bayerischen Landesvermessungsamt, Karwendelgebirge, 1:50.000.